# تاراوای جنوبی
تاراوای جنوبی (به کیریباسی: Tarawa Teinainano) بزرگترین شهر کشور کیریباتی است.
این شهر بر روی آبسنگ تاراوا قرار گرفته.
معنی واژهٔ تئیناینانو، بخش پائین دکل (کشتی) است که اشاره به شکل آن آبسنگ دارد.